# ریچل گ فاکس
ریچل جی فاکس (انگلیسی: Rachel G. Fox؛ زادهٔ ۲۳ ژوئیهٔ ۱۹۹۶) یک هنرپیشه، صدا پیشه، و خواننده اهل ایالات متحده آمریکا است. او از سال ۲۰۰۵ میلادی تاکنون به صورت حرفه ای مشغول فعالیت در موسیقی و سینما بوده‌است.